# Phenetidine
Die Phenetidine (auch Ethoxyaniline bzw. Aminophenetole) bilden eine Stoffgruppe, die sich sowohl vom Phenetol (Ethoxybenzol) als auch vom Anilin ableitet. Die Struktur besteht aus einem Benzolring mit angefügter Ethoxy- (–OCH2CH3) und Aminogruppe (–NH2) als Substituenten. Durch deren unterschiedliche Anordnung ergeben sich drei Konstitutionsisomere mit der Summenformel C8H11NO. In erster Linie kann man sie als ethoxysubstituierte Aniline ansehen.
So wie sich die Anisidine vom Namensstamm Anisol ableiten, erfolgte in analoger Weise die Namensgebung für die Ethoxyderivate als Phenetidine ausgehend von Phenetol.

## Vertreter
| Gefahrensymbol | Gefahrensymbol |

| Gefahrensymbol | Gefahrensymbol |

| Gefahrensymbol | Gefahrensymbol |

## Eigenschaften
Die Phenetidine besitzen gegenüber dem Anilin (4,603) nur geringfügig andere pKs-Werte.

## Gewinnung und Darstellung
2- und 4-Phenetidin werden per Nitrierung (zu 2- bzw. 4-Nitrophenetol) und anschließender Hydrierung aus Phenetol hergestellt.